# Manoir de Quertainmont
Le manoir de Quertainmont (ou de Quertaimont, de Kertenmont, de Quertenmont) est situé à Nivelles en Belgique.

## Histoire
Aux XVe siècle et XVIe siècle, l'ancien manoir de Kertenmont appartient à la famille de Quertenmont, qui donna plusieurs échevins de Nivelles. Il est acquis par François Vande Werve et Barbe d'Archy en 1610. Devenue veuve, Barbe d'Archy épouse en secondes noces Loys Lefebve en 1620. 
Abandonné après la Seconde Guerre mondiale, le logis est restauré au cours les années 1970 par la Province du Brabant et devient la conciergerie de l'Institut provincial des arts et métiers.
Il est classé au patrimoine immobilier le 4 octobre 1974.

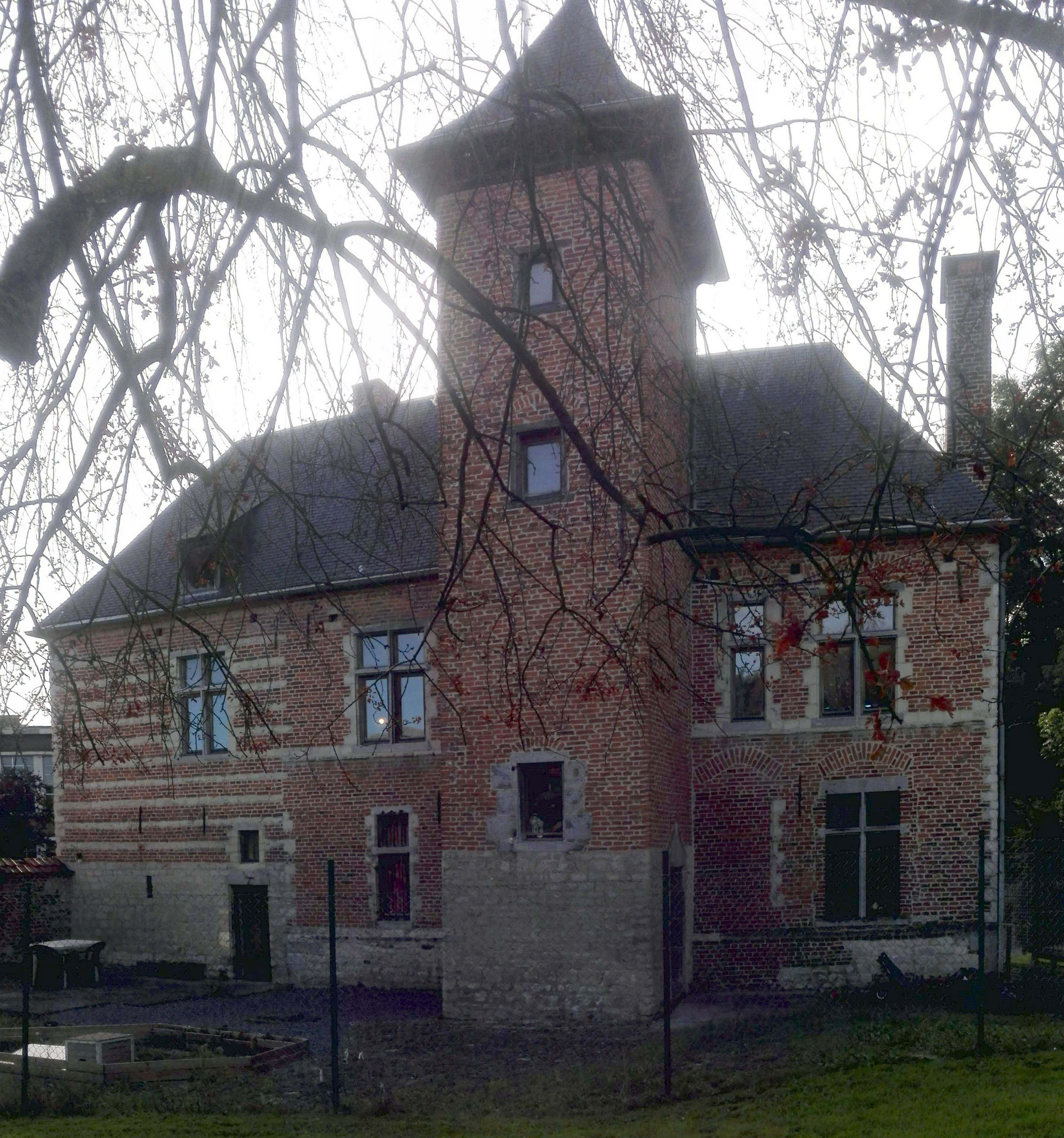
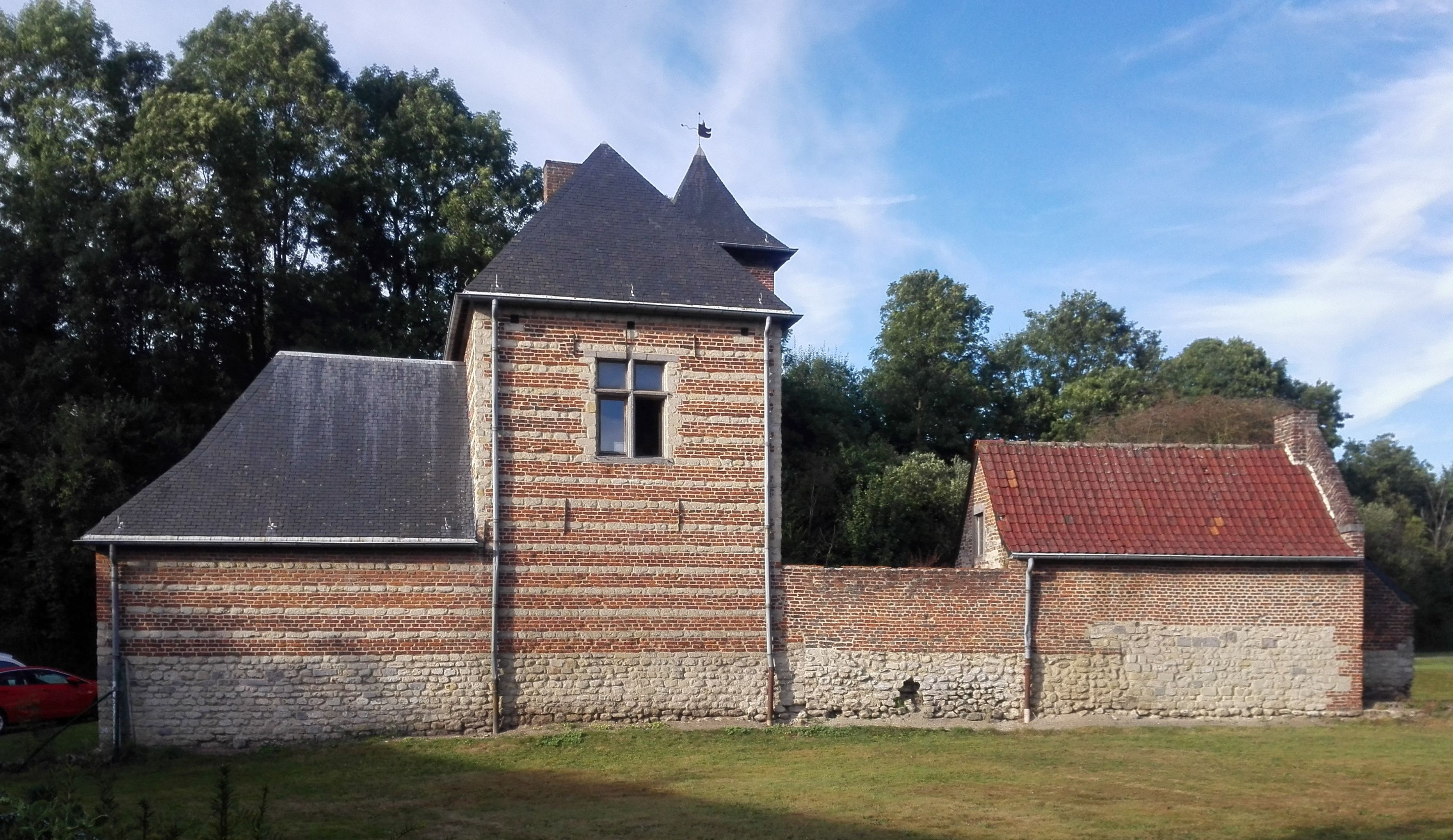
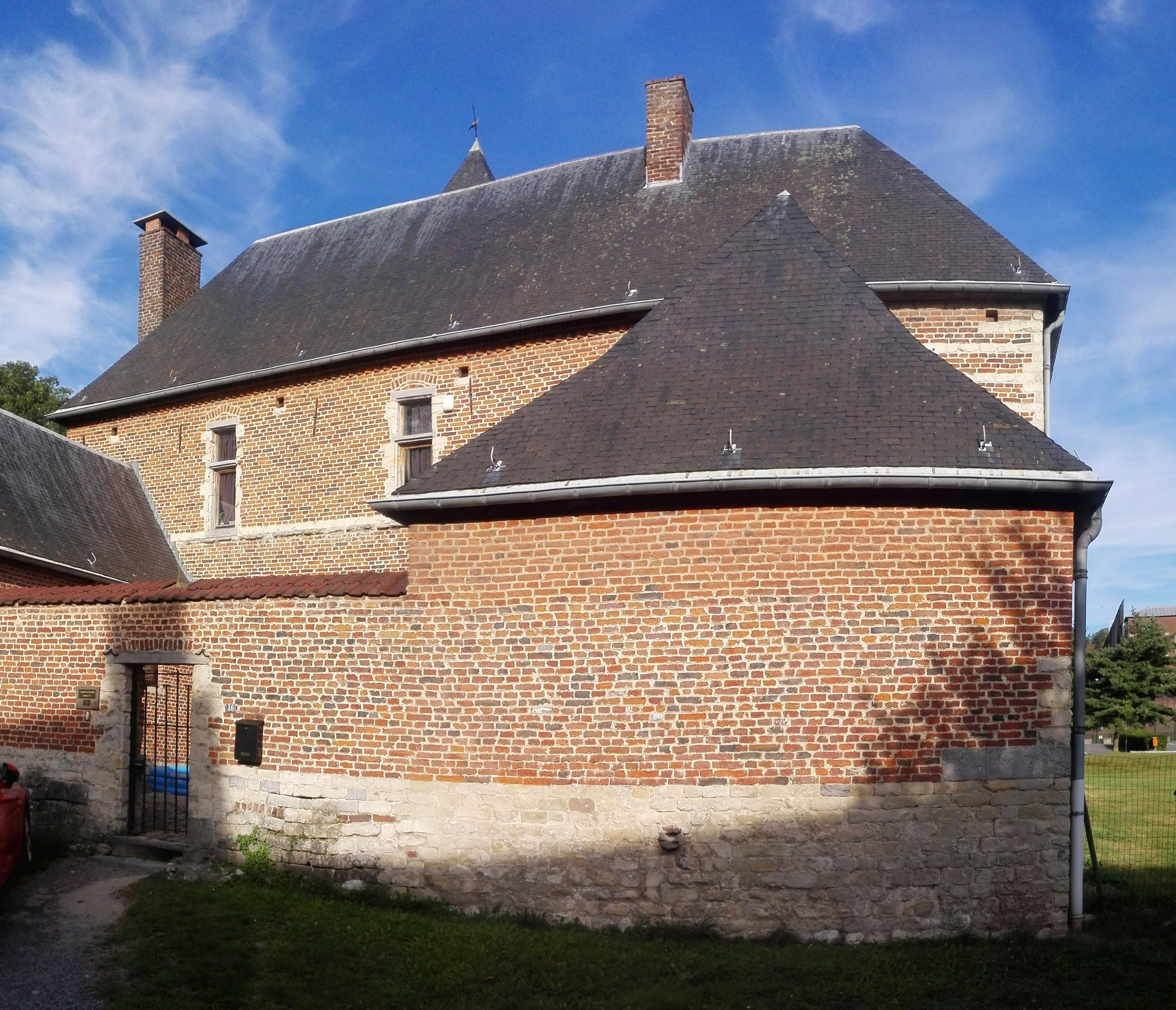